# Vesterbro Sogn
Vesterbro Sogn er et sogn i Vor Frue-Vesterbro Provsti (Københavns Stift). Sognet ligger i Københavns Kommune (Region Hovedstaden). 
Sognet blev oprettet 1. søndag i advent 2012 ved sammenlægning af Absalons Sogn, Apostelkirkens Sogn, Enghave Sogn, Gethsemane Sogn, Kristkirkens Sogn, Maria Sogn og Sankt Matthæus Sogn og pr. 1 januar 2013 Elias Sogn.
Sognet er Danmarks folkerigeste sogn.